# Садыков, Талиб Садыкович
Талиб Садыкович Сады́ков (узб. Толибжон Содиқов; 27 февраля (12 марта) 1907 года, Ташкент — 5 сентября 1957 года, там же) — советский композитор и дирижёр, один из основателей узбекского музыкального театра. Народный артист Узбекской ССР (1939).

## Биография
Родился 27 февраля 1907 года в Ташкенте (ныне Узбекистан).
Член ВКП(б) с 1944 года. В 1928—1930 годах учился в Самаркандском институте музыки и хореографии, в 1939—1941 годах — в Узбекской студии при МГК имени П. И. Чайковского, по композиции занимался у Р. М. Глиэра. После начала войны вынужден был прервать обучение и вернуться в Ташкент.
В 1933—1939 годах дирижёр оркестра Узбекского музыкально-драматического театра в Ташкенте. В 1939—1948 годах — председатель Союза композиторов Узбекистана.
В 1951—1954 годах возглавлял музыкально-литературный отдел на узбекском радио.
Умер 5 сентября 1957 года в Ташкенте.

## Творчество
Творческий путь начал в Самаркандском театре музыкальной драмы, где написал музыку к пьесам «Боғбон қиз» и «Ёндирамиз». В 1939 году создал либретто к драме Хуршида «Лейли и Меджнун», считающееся первой оперой на узбекском языке.
Автор более 100 песен и партитур.

### Сочинения
Оперы
- «Лейли и Меджнун» (1940)
- «Гульсара» (1949) — обе совместно с Р. М. Глиэром
- «Зайнаб и Омон» (1958; закончена посмертно Б. И. Зейдманом, Ю. Раджаби и Д. Закировым)

Музыкальные драмы
- «Богбон киз» («Дочь садовника», 1930)
- «Лейли и Меджнун» (1933)
- «Давроната» (1941; совместно с А. Ф. Козловским)
- «Армугон» («Подарок», 1946, совместно с В. А. Мейеном)

Для оркестра
- поэма «Шодлик» («Радость», 1943)
- «Симфонический этюд» (1945)

Романсы, песни.

### Фильмография
- 1947 — Алишер Навои
- 1951 — Советский Узбекистан (документальный)
- 1954 — Новоселье

## Награды и премии
- Народный артист Узбекской ССР (1939)
- Сталинская премия третьей степени (1951) — за музыку к оперному спектаклю «Гюльсара», поставленному на сцене ГАБТ имени А. Навои
- Орден Трудового Красного Знамени (06.12.1951)[1]
- 2 ордена «Знак Почёта» (31.05.1937[2] — за выдающиеся заслуги в деле развития узбекского музыкального и танцевального искусства, 16.01.1950)
- Орден «За выдающиеся заслуги» (2003) — посмертно[3]